# Hermínia de Reuss, reina de Prússia
Hermínia de Reuss, reina de Prússia (Greiz 1887 - Frankfurt de l'Oder 1947. Segona esposa del kàiser Guillem II de Prússia morí en estranyes circumstàncies.
Filla del príncep sobirà Enric XXII de Reuss-Greiz i de la princesa Ida Matilde Adelaida de Schaumburg-Lippe. Es casà en primeres núpcies amb el príncep Joan Jordi von Schoenaich-Carolath del qual nasqueren cinc fills:
- SA el príncep Hans Georg von Schoenaich-Carolath nascut el 1907 i mort en acció al front rus el 1943 es casà amb la baronessa Sibylle von Zedlitz und Leipe.

- SA el príncep Georg Wilhelm von Schoenaich-Carolath nascut el 1909 i mort el 1927.

- SA la princesa Hermine Caroline von Schoenaich-Carolath nascuda el 1910. Es casà amb Hugo Herbert Hartung mort el 1945 mentre era presoner dels soviètics.

- SA el príncep Ferdinand Johann von Schoenaich-Carolath nascut el 1913 i mort el 1973. Es casà en primeres núpcies amb Rose Rauch i en segones núpcies amb la baronessa Margret von Seckendorff.

- SA la princesa Enriqueta de Schoenaich-Carolath nascuda el 1918 i morta el 1972. Es casà amb el príncep Carles Francesc de Prússia.

La princesa conegué el seu segon marit l'any 1921 en un moment en què el kàiser havia perdut la seva primera muller, la princesa Augusta Victòria de Schleswig-Holstein-Sondenburg-Augustenburg, en què també s'havia mort el seu fill, el príncep Joaquim de Prússia i en què tan sols feia tres anys que havia hagut de partir a l'exili. La raó de la trobada a Haus Doorn s'emmarcà en l'agraïment que el kàiser volgué dispensar al fill d'Hermínia després que aquest li envié un regal d'aniversari. El kàiser invità a Hermínia i als seus fills a Haus Doorn i allà quedà impressionat per la bellesa i intel·ligència de la princesa. El kàiser i Hermínia es casaren el següent any, l'any 1922.
Políticament parlant Harmínia aviat se sentí atreta pel moviment nacionalsocialista i no dubtà ni un moment en mostrar-hi el seu ple suport. Hermínia se sentí atreta per la possibilitat que el nacionalsocialisme restaurés el tron d'Alemanya al seu espòs. Al llarg de la guerra Hermínia residí amb el seu marit a Haus Doorn fins que quedà viuda l'any 1941.
Tornada a Alemanya s'instal·là a Brandenburg d'on no pogué escapar-se de la invasió soviètica. Arrestada per les tropes soviètiques fou internada a un camp de concentració, misteriosament reaparagué a la ciutat de Frankfurt de l'Oder on morí a causa d'un atac de cor molt probablement a causa de la penúria amb què visqué els últims mesos de la seva vida. La seva mort, encara avui, està envoltada d'un gran misteri.